# Велико Мрашево
Велико Мрашево (словен. Veliko Mraševo) — поселення в общині Кршко, Споднєпосавський регіон, Словенія. Висота над рівнем моря: 151 м.